# Sancheev Manoharan
Sancheev Manoharan (* 30. Juli 1986) ist ein dänischer Fußballtrainer. Seit Juni 2025 ist er Cheftrainer des dänischen Klubs Esbjerg fB.

## Sportlicher Werdegang
Manoharan arbeitete ab 2011 in der Jugendarbeit des dänischen Klubs Aarhus GF. 2020 übernahm er als Cheftrainer die Verantwortung für die U-17-Mannschaft des Klub, zwischen Februar und Juni 2021 trainierte er zwischenzeitlich die U-19-Mannschaft.
Im Januar 2022 verpflichtete der norwegische Klub FK Haugesund Manoharan als neuen Leiter der Nachwuchsakademie. Im September des folgenden Jahres übernahm er nach der Abberufung von Jostein Grindhaug interimistisch das Cheftraineramt beim im Abstiegskampf befindlichen Erstligisten. Am Ende der Spielzeit 2023 belegte er mit der Mannschaft den zwölften Tabellenplatz. Im Dezember verpflichtete der Klub mit Óskar Hrafn Þorvaldsson einen neuen Cheftrainer. Diesem arbeitete er in der Folge als Assistent zu. Am 10. Mai trat der Isländer von seinem Amt zurück und Manoharan wurde zunächst zum interimistischen Nachfolger ernannt. Zwei Wochen später ernannte ihn der Klub offiziell zum Cheftrainer und stattete ihn mit einem bis Ende 2026 gültigen Arbeitspapier aus. Nach einem schwachen Saisonstart in der Spielzeit 2025 wurde er Ende Mai des Jahres auf dem letzten Tabellenplatz liegend freigestellt.
Im Juni 2025 verpflichte der dänische Zweitligist Esbjerg fB Manoharan, der einen bis 2028 gültigen Arbeitsvertrag unterzeichnete.